# Trade Tower
La Trade Tower (en hangul, 트레이드타워) es un rascacielos de 228 metros de altura situado en el distrito de Gangnam de Seúl (Corea del Sur), que forma parte del World Trade Center Seoul y es uno de los edificios más altos del país. La torre, que alberga las oficinas de la Korea International Trade Association (KITA), tiene 55 plantas, fue diseñada por el estudio de arquitectura japonés Nikken Sekkei y su construcción se completó en 1988.
El equipo de arquitectos que diseñó el edificio se inspiró en los rascacielos más famosos de los Estados Unidos, como el Empire State Building y el World Trade Center. La Trade Tower es uno de los símbolos de la frenética vida económica del distrito de Gangnam y forma parte del complejo COEX. En la planta 52 del edificio se encuentra un lujoso restaurante.

## En la cultura popular
En el minuto 0:31 del vídeo musical de Gangnam Style, la torre se puede ver en el fondo mientras Psy hace su «baile del caballo» en la cima de la ASEM Tower. Se puede ver de nuevo desde la distancia en el minuto 1:28 del vídeo.